# Østmalaysia
Østmalaysia er den del af Malaysia, der ligger på øen Borneo og nærliggende øer. Østmalaysia består af delstaterne Sabah og Sarawak, og det føderale territorium Labuan. Staten Brunei udgør to enklaver indesluttet i Sarawak. Mod syd og sydøst ligger den indonesiske del af Borneo, Kalimantan.
Østmalaysia ligger øst for Vestmalaysia, den del af landet, der ligger på Malayahalvøen. De to områder er adskilt af Det Sydkinesiske Hav.
Østmalaysia er mindre befolket end Vestmalaysia. Mens Vestmalaysia indeholder landets største byer, er Østmalaysia større og mere rig på naturresurser, især olie- og gasreserver. Østmalaysia omfatter en betydelig del af de biologisk mangfoldige regnskove på Borneo.